# Finnstjärnen, Dalarna
Finnstjärnen är en sjö i Mora kommun i Dalarna och ingår i Dalälvens huvudavrinningsområde.